# شهرستان زژوو
شهرستان زژوو (به لاتین: Zezhou County) یک شهرستان‌های جمهوری خلق چین در چین است که در جینچن واقع شده‌است. شهرستان زژوو  ۴۸۰٬۰۰۰ نفر جمعیت دارد.